# Вальдбюне

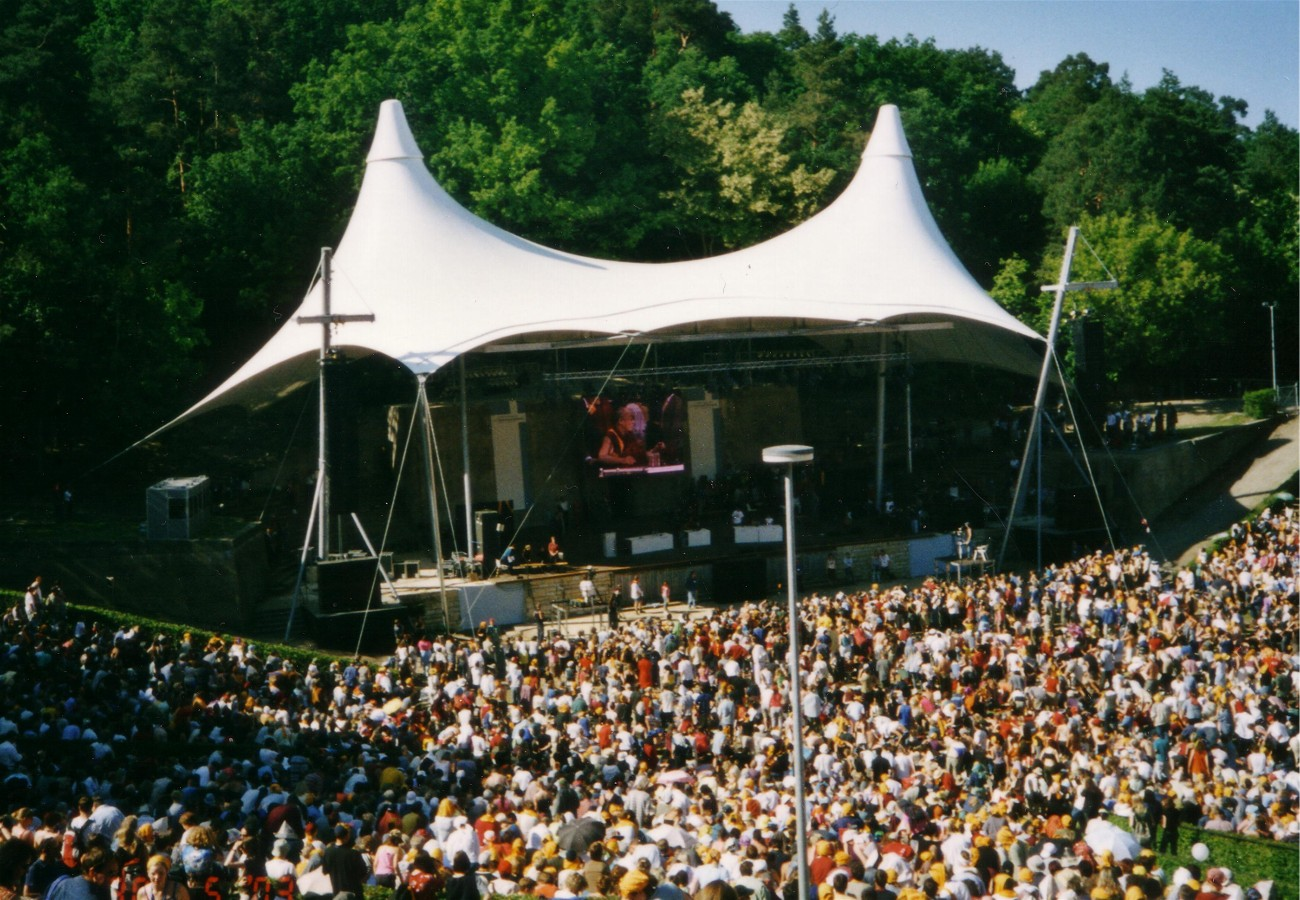

Берлинский Вальдбюне (нем. Berliner Waldbühne — «Берлинская лесная сцена») — театр под открытым небом, который ранее носил название «Открытый театр Дитриха Эккарта» в честь одного из основоположников идеологии национал-социализма. Имеет вместимость 22 000 зрителей. Ежегодно театр посещают более 500 000 человек.

## История

### Во времена Третьего рейха

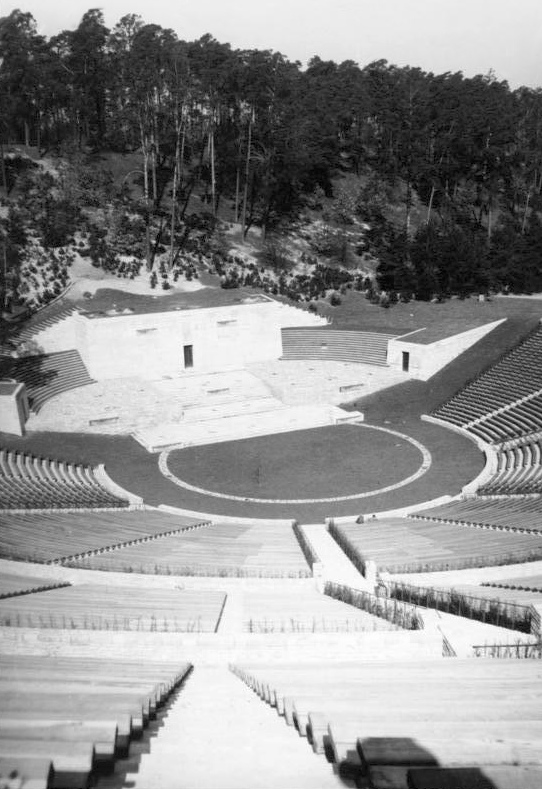
Открытый театр Дитриха Эккарта, 1939 г.

Театр был построен в древнегреческом стиле к Олимпийским играм 1936 года к северо-западу от Олимпийского стадиона. Во время Олимпиады в театре было поставлено несколько спектаклей, а также он служил местом проведения соревнований по гимнастике.

### После войны
После Второй мировой войны переименован. Первоначально служил кинотеатром под открытым небом (где демонстрировались фильмы Берлинского кинофестиваля), и для проведения боксерских матчей. К 1960 году повреждения, нанесенные во время войны, были устранены. С 1961 года используется в качестве площадки для рок-концертов.
15 сентября 1965 года после концерта Rolling Stones театр Вальдбюне получил серьёзные повреждения: посетители, которые были разочарованы небольшой продолжительностью концерта, разбивали скамейки и больше четырёх часов дрались с полицией. Объём разрушений оценивался в 400 000 немецких марок. Сцена была восстановлена лишь 7 лет спустя.
Событие широко комментировалось в СМИ ГДР и вместе с Бит-демонстрацией в Лейпциге привело к подавлению бит-движения в ГДР.